# Корбон (Кальвадос)
Корбо́н (фр. Corbon) — упразднённая коммуна во Франции, находилась в регионе Нижняя Нормандия. Департамент коммуны — Кальвадос. Входила в состав кантона Камбреме. Округ коммуны — Лизьё. 1 января 2015 года коммуны Корбон и Нотр-Дам-д’Эстре объединились в коммуну Нотр-Дам-д’Эстре-Корбон. 
Код INSEE коммуны — 14178.

## Население
Население коммуны на 2010 год составляло 66 человек.
| 1962 | 1968 | 1975 | 1982 | 1990 | 1999 | 2010 |
| ---- | ---- | ---- | ---- | ---- | ---- | ---- |
| 96   | 82   | 72   | 66   | 65   | 56   | 66   |

## Экономика
В 2010 году среди 39 человек трудоспособного возраста (15—64 лет) 32 были экономически активными, 7 — неактивными (показатель активности — 82,1 %, в 1999 году было 65,2 %). Из 32 активных жителей работали 31 человек (18 мужчин и 13 женщин), безработной была 1 женщина. Среди 7 неактивных 2 человека были учениками или студентами, 4 — пенсионерами, 1 был неактивным по другим причинам.